# Karl Georg von Raumer (arkivarie)
Karl Georg von Raumer, född den 16 november 1753 i Dessau, död den 2 juli 1833 i Berlin, var en tysk ämbetsman. Han var far till Georg Wilhelm von Raumer samt farbror till Friedrich, Karl Georg och Karl Otto von Raumer. 
von Raumer var vid sin död direktor för det preussiska arkivväsendet och verkligt geheimeråd.